# Европейская сардина
Европейская сардина, или обыкновенная сардина, или сардина, или сардина-пильчард, или пильчард (лат. Sardina pilchardus) — вид морских лучепёрых рыб монотипического рода Sardina семейства сельдевых (Clupeidae).

## Описание
Максимальная длина тела 27,5 см, обычно 15—20 см; максимальная продолжительность жизни 15 лет.
Тело удлинённое, почти цилиндрической формы, брюхо округлое (но у молоди несколько сжатое с боков), хорошо развит брюшной киль. Тело покрыто легко опадающей чешуёй неодинакового размера, более крупные чешуйки прикрывают мелкую чешую. Рот небольшой, зубов на челюстных костях нет. Верхняя челюсть без выемки. Имеются жировые веки на глазах. На жаберной крышке 3—5 радиальных бороздок.
Спинной плавник с 17—19 мягкими ветвистыми лучами расположен ближе к голове. Анальный плавник с 12—23 мягкими ветвистыми лучами, причём два последних луча удлинённые; расположен далеко от окончания основания спинного плавника близко к хвостовому стеблю. Хвостовой плавник сильно выемчатый.
Верхняя часть тела синевато-зелёного цвета, бока и брюхо серебристо-белые. По бокам тела сразу за жаберной крышкой расположен ряд тёмных пятен, одно из которых более крупное, иногда имеется второй и даже третий ряды пятен.

## Ареал и местообитания
Распространена в северо-восточной части Атлантического океана от Исландии и Северного моря до Сенегала. Многочисленна в Средиземном море, преимущественно в западной части. Встречается в Адриатическом, Мраморном и Чёрном морях.
Стайная пелагическая рыба, обитающая в прибрежных водах на глубине от 10 до 100 м.

## Биология
Обычно совершает суточные вертикальные миграции, опускаясь на глубину 50 и даже 100 м в дневные часы и поднимаясь ближе к поверхности ночью.
Питается преимущественно планктонными веслоногими ракообразными (Copepoda), а также фитопланктоном.
Половой зрелости достигает в возрасте два года при длине тела 10—14 см. Нерест происходит на глубине 20—25 м вблизи побережья, но иногда на расстоянии до 100 км от берега. Плодовитость от 22 до 53 тыс. икринок.

## Промысел
Важнейший промысловый вид. В 1990—2009 годах уловы составляли от 0,9 до 1,5 млн тонн ежегодно.
Промысел ведётся кошельковыми неводами с привлечением рыб на свет. Также используются жаберные сети и закидные невода.